# Список родов, внесённых в Бархатную книгу
Список родов, внесённых в Бархатную книгу
| # А Б В Г Д Е Ё Ж З И К Л М Н О П Р С Т У Ф Х Ц Ч Ш Щ Э Ю Я |

## А
- Адашевы (XXXXIV, 289)
- Аксаковы (см. Оксаковы)
- Алабышевы, князья
- Алёнкины, князья (XI, 61)
- Алабышевы (XI, 60)
- Александровы
- Аминовы
- Андомские, князья (XXXI, 245)
- Аничковы
- Арсеньевы
- Астафьевы (см. Остафьевы)

## Б
- Барановы, графы.
- Барашевы-Звенигородские, князья (XII, 105)
- Барбашины, князья (VIII, 36)
- Басмановы-Плещеевы (XVI, 155)
- Бахтеяровы-Ростовские, князья (IX, 43)
- Бахтины, дворяне
- Беззубцевы
- Белёвские, князья (XII, 96)
- Белеутовы (XXVIII, 231)
- Белкины (XXXX, 279)
- Белозерские (XXXI, 243)
- Белосельские-Белозерские (XXXI, 244)
- Белые-Оболенские, князья
- Бельские (Рюриковичи) и Бельские (Гедиминовичи), князья  (IV, 22; XI, 78)
- Березины, дворяне (XXXVI, 270)
- Березуйские, князья (XXXIV, 261)
- Бирдюкины-Зайцовы (XXVII, 226)
- Боборыкины (Бабарыкины) (XXVI, 222)
- Бобрищевы-Пушкины (XVII, 166)
- Боброковы (XXV, 210)
- Бокеевы
- Боровские, князья (II, 1)
- Бороздины (XXIX, 232)
- Борятинские, князья  (XII, 112)
- Бритые-Ростовские, князья (IX, 54)
- Буйносовы-Ростовские, князья  (IX, 46)
- Булгаковы, князья (IV, 13)
- Бутурлины, графы и дворяне (XVII, 172)
- Бухарины
- Бычковы-Ростовские, князья  (IX, 54)

## В
- Вадбольские, князья (XXXI, 246)
- Векентьевы (XXVII, 228)
- Векошкины, князья (XI, 82)
- Великие, Гагины (Великогагины), князья
- Вельяминовы, Вельяминовы-Зерновы, Вельяминовы-Токмаковы (XIV, 140; XIX, 180, 182—183)
- Верейские, князья (II, 4)
- Внуковы, дворяне (XXX, 242)
- Вороновы, дворяне.
- Волковы, дворяне
- Волоцкие, князья (II, 6)
- Волынские, дворяне
- Воронцовы, светлейшие князья, графы, дворяне (XIX, 180)
- Воронцовы-Вельяминовы
- Вороные-Волынские, дворяне (XXV, 211)
- Воротынские, князья (XII, 97)
- Всеволожи и Заболоцкие (XXI, 191)[1]
- Всеволожские, дворяне (ч.II 299, 411)
- Вяземские, князья  (X, 55)
- Вельчевские (XX, 55)

## Г
- Гагарины, князья (XXIII, 200)
- Гагины (XI, 65)
- Галицкие, князья (II, 2; XXXVI, 269)
- Гвоздевы-Ростовские, князья (IX, 42)
- Глазатые-Шуйские, князья (VIII, 35)
- Глебовы, Глебовы-Стрешневы, Шаховские-Глебовы-Стрешневы (XXXII, 252)
- Глинские (XIII, 135)
- Годуновы, цари и дворяне (XIV, 136, 139)
- Голенины-Ростовские (IX, 39)
- Голенищевы-Кутузовы, светлейшие князья, графы и дворяне (XVIII, 179)
- Голибесовские, князья (XXIII, 199)
- Голицыны, князья (IV, 14)
- Головины, графы и дворяне (XXXXI, 285)
- Голубые-Ростовские, князья (IX, 53)
- Голыгины, князья (XI, 93)
- Горбатые-Шуйские, князья (VIII, 37)
- Горенские-Оболенские, князья (XII, 125)
- Городецкие, князья
- Горчаковы, князья (XII, 102)
- Грибоедовы
- Губастые
- Гундоровы, князья (XXIII, 206)

## Д
- Даниловы (XXX, 240)
- Дашковы, князья (X, 58)
- Деевы, князья  (XI, 80)
- Дмитриевы, дворяне, Дмитриевы-Мамоновы, дворяне и графы  (XXX, 241)
- Добрынские (XXVII, 225)
- Долгоруковы, князья  (XII, 132)
- Дорогобужские, князья (VII, 30)
- Дудины (XX, 185)
- Дуловы, князья  (XI, 95)

## Е
- Елецкие (XXXVII, 274)
- Елизаровы (XXVII, 227)
- Еропкины (XXXV, 268)

## Ж
- Жеребцовы (XVI, 152)
- Жижемские (X, 56)
- Жировые-Засекины (XI, 75)
- Житовы (XXIX, 236)
- Жостовы (XV, 149)
- Жулебины (XVII, 171)

## З
- Заболоцкие, дворяне
- Замятнины, дворяне
- Заозерские, князья   (XI, 69)
- Засекины, князья (XI, 73)
- Звенигородские, князья  (XII, 103, 106)
- Звенцовы-Звенигородские, князья  (XII, 108)
- Зерновы
- Злобины, дворяне
- Золотые-Оболенские, князья (XII, 127)
- Зубатые, князья (XI, 81)

## И
- Ивины (XXXVI, 272)
- Игнатьевы, графы и дворяне (XVI, 151)
- Ильины, дворяне
- Ижеславские (IV, 18)
- Исленьевы (XIX, 183)

## К
- Каменские (XVII, 177)
- Карачевские (XII, 99)
- Карголомские, князья (XXXI, 250)
- Карповы-Долматовы (XXXIV, 263)
- Касаткины-Ростовские, князья (IX, 51)
- Катыревы-Ростовские, князья (IX, 45)
- Кашинские, князья
- Кашинцовы (XXIX, 235)
- Кашины-Оболенские, князья (XII, 131)
- Квашнины, Квашнины-Самарины (XX, 184, 189)
- Кемские (XXXI, 248)
- Киевские, князья
- Кирдяпины (VIII, 32)
- Кисловские, дворяне
- Клубковы-Масальские, князья
- Кобылины (XXVI, 212)
- Ковровы, князья
- Козельские, князья
- Козловские (XXXIV, 264)
- Кокоревы (XXVI, 215)
- Кокошкины
- Колединские (XXIX, 233)
- Кологривовы (XVII, 164)
- Колтовские (XXXII, 253)
- Кольцовы-Масальские, князья
- Колычевы (XXVI, 217)
- Конинские (XII, 114)
- Коновницыны (XXVI, 214)
- Копыльские, князья
- Корецкие, князья (IV, 17)
- Коркодиновы, князья (X, 57)
- Кошелевы (XVII,168)
- Кошкины (XXVI, 223)
- Кривоборские, князья (XXIII, 195)
- Кропоткины, князья (X, 59)
- Кубенские, князья (XI, 69)
- Куракины, князья (IV, 15)
- Курбские, князья (XI, 66)
- Курицыны (XVII, 176)
- Курлятевы-Оболенские, князья (XII, 116)
- Курчевы (XVII, 161)
- Кутузовы (XVIII, 178)

## Л
- Лаптевы (XXXII, 256)
- Ласкоревы (XXXXII, 287)
- Ласткины (IX, 50)
- Лачиновы (II, 336)
- Лебедевы (XXXX, 281)
- Лобановы-Ростовские (IX, 52)
- Лодыгины (XXVI, 213-214)
- Лопухины (XXXII, 257)
- Лошаковы-Колычевы (XXVI, 219)
- Луговские (XI, 83)
- Лупандины (,XXXII 258)
- Лыковы (XII, 130)
- Львовы (XI, 84)
- Льяловские (XXIII, 196)
- Ляпуновы (XXXVI, 273)
- Лалетины (XXXII, 224
- Левицкие

## М
- Мамоновы[2] (XXX, 238-239)
- Матвеевы
- Матовы
- Матюшкины
- Мезецкие (XII, 111, 113)
- Мешковы-Плещеевы (XVI, 158)
- Мещерские (XXXVIII, 275)
- Микулинские (VII, 28)
- Михайловы, дворяне (I, 137)
- Можайские (II, 3)
- Моложские (XI, 89)
- Молчановы
- Морозовы (XV, 142)
- Морткины (XI, 77)
- Мосальские (XII, 100)
- Москотиньевы (XVI, 153)
- Мстиславские (IV, 18, 23)
- Муромские (VI, 25)
- Мусины-Пушкины (XVII, 163)
- Мятлевы (XVII, 174)
- Мосоловы

## Н
- Нагие (XII, 120)
- Небогатые (XXIII, 201)
- Невежины (XX, 186)
- Наумовы (XVII, 350)
- Немятые-Колычевы (XXVI, 220)
- Неплюевы (XXVI, 221)
- Неучкины (XXIII, 198)
- Новичковы (XX, 182)
- Новосильцовы (XXXIX, 276)
- Ногтевы (VIII, 38; XII, 117)
- Ноздреватые (XII, 109)

## О
- Обедовы (XXXII, 259)
- Оболенские (XII, 115)
- Образцовы (XXVI, 216)
- Овцыны (II; 319)
- Овчинины (XII, 121)
- Одоевские (XII, 98)
- Оксаковы (XIX, 181)
- Осинины (XXXVI, 271)
- Осиповские (XXIII, 197)
- Остафьевы (XXXII, 254)
- Отяевы (XXXX, 280)
- Охлябинины (XI, 86)
- Охотины-Плещеевы (XVI, 156)
- Очины-Плещеевы (XVI, 157)

## П
- Палецкие (XXIII, 208)
- Пенинские (XII, 124)
- Пеньковы (XI, 67)
- Пешковы (XIV, 138)
- Пильемовы (XIV, 137)
- Пинские (IV, 21)
- Плещеевы (XVI, 150, 152, 158)
- Поводовы (XVII, 165)
- Пожарские (XXIII, 194)
- Полевы (XXXV, 267)
- Полоцкие (IV, 10, 24)
- Приимковы (IX, 41)
- Прозоровские (XI, 90)
- Пронские (VI, 26)
- Пужбольские (IX, 49)
- Пусторослевы (XXIX, 234)
- Пушкины (XVII, 160)
- Пыжовы (XXXX, 282)
- Пятые (XVI, 154)

## Р
- Репнины (XII, 123)
- Ржевские (XXXIV, 265)
- Рожновы (XVII, 162)
- Розладины (XX, 188)
- Ромодановские (XXIII, 202)
- Русалкины (XV, 149)
- Рюмины (XII, 104)
- Ряполовские (XXIII, 203)

## С
- Сабуровы (XIV, 136)
- Салтыковы (XV, 143)
- Самарины (XX, 187)
- Сандыревские (XI, 72)
- Свибловы (XVII, 159)
- Сердюковы(XVII,43)
- Серебряные-Оболенские (XII, 128)
- Симские (XXVII, 229)
- Сисеевы (XI, 63)
- Ситцкие (XI, 88)
- Скаржинские (XVII, 298)
- Скопины (VIII, 33)
- Скрябины(XXXIV,262)
- Слизнёвы (XVII, 173-174)
- Слуцкие (IV, 21)
- Сонцовы (XI, 74)
- Спашские (XII, 114)
- Спешневы
- Спячие (XII, 106)
- Старковы (XXXIII, 260)
- Стародубские (XXIII, 193)
- Стригины (XII, 118)
- Сугорские (XXXI, 249)
- Судцкие (XI, 91)

## Т
- Татевы (XXIII, 205)
- Татищевы (XXII, 192)
- Телепни (XII, 121)
- Телятевские (VII, 29)
- Тёмкины (IX, 48)
- Тёмно-синие (XI, 71)
- Теряевы (XXXII, 255)
- Товарковы (XVII, 168)
- Токмаковы (XII, 109; XIV, 141)
- Толбузины (XXXIV, 266)
- Торуские (XII, 110)
- Травины (XXXIV, 262)
- Траханиотовы (XXXXIII, 288)
- Третьяковы (XXXXI, 286)
- Троекуровы (XI, 62)
- Тростенские (XII, 134)
- Трубецкие (IV, 19)
- Тулуповы (XXIII, 207)
- Туренины (XII, 122)
- Тучковы (XV, 144)
- Тушины (XX, 190)
- Тюфякины (XII, 126)

## У
- Углицкие (II, 5)
- Ухорские (XI, 85)
- Ухтомские (XXXI, 251)
- Ушатые (XI, 94)

## Ф
- Филимоновы (XV, 146)
- Фоминские (XXXIV, 261)
- Фомины (XX, 189)

## Х
- Хворостинины (XI, 87)
- Хвостовы (XXXX, 277-278)
- Хилковы (XXIII, 204)
- Хлызневы-Колычевы (XXVI, 218)
- Хобаровы (XXVII, 230)
- Хованские (IV, 12)
- Ховрины (XXXXI, 284)
- Холмские (VII, 27)
- Хотетовские (XII, 101)
- Хохолковы (IX, 44-45)

## Ч
- Чеботовы (XVII, 169)
- Чеглоковы (XV, 147)
- Челяднины (XVII, 175)
- Чернятинские (VII, 31)
- Черторыжские (IV, 20)
- Чулковы (XVII, 170)

## Ш
- Шамины (XI, 92)
- Шастуновы (XI, 64)
- Шафериковы-Пушкины (XVII, 167)
- Шафровы (XXXX, 283)
- Шаховские (XI, 76)
- Шеины (XV, 145)
- Шеншины(XVI,87)
- Шелешпанские (XXXI, 247)
- Шереметевы (XXVI, 224)
- Шестовы (XV, 148)
- Шехонские (XI, 79)
- Шистовы (XII, 107)
- Шишковы (XXIX, 237)
- Шуйские (VIII, 34)
- Шуморовские (XI, 92)

## Щ
- Щенятевы (IV, 16)
- Щепины-Ростовские (IX, 40)
- Щепины-Оболенские (XII, 129)
- Щербатые (XII, 133)
- Щетинины (XI, 70)

## Ю
- Юхотские (XI, 68)
- Ющетовы (XII, 53)

## Я
- Яновы (IX, 47)
- Ярославовы (XII, 119)
- Языковы